# 멀티클라우드
멀티클라우드(Multicloud)는 단일 이기종 아키텍처 내에서 다양한 공공 공급업체의 여러 클라우드 컴퓨팅 서비스를 활용하는 회사를 의미한다. 이 접근 방식은 클라우드 인프라 기능을 향상하고 비용을 최적화한다. 또한 여러 클라우드 호스팅 환경에 걸쳐 클라우드 자산, 소프트웨어, 애플리케이션 등을 배포하는 것을 의미한다. 2개 이상의 퍼블릭 클라우드와 여러 프라이빗 클라우드를 활용하는 일반적인 멀티클라우드 아키텍처를 갖춘 멀티클라우드 환경은 단일 클라우드 공급자에 대한 의존도를 제거하여 공급업체 종속을 완화하는 것을 목표로 한다.
예를 들어 기업은 인프라(IaaS), 플랫폼(PaaS), 소프트웨어(SaaS) 및 컨테이너(FaaS) 서비스를 위해 별도의 클라우드 공급자를 사용할 수 있다. 후자의 경우, 다양한 워크로드에 대해 서로 다른 인프라 제공자를 사용하거나, 여러 제공자 간에 분산된 단일 워크로드 로드를 배포하거나(액티브-액티브), 한 제공자에 단일 워크로드를 배포하고 다른 제공자에 백업을 배포할 수 있다(액티브-패시브).

## 같이 보기
- 클라우드 컴퓨팅
- 서버리스 컴퓨팅